# Iwar Donnér
Nils Olof (Ivar) Iwar Donnér, född 31 mars 1884 i Sölvesborg, död 27 maj 1964 i Stockholms storkyrkoförsamling, var en svensk journalist och konstnär.
Han var son till borgmästaren August Donnér och Alma Lundgren samt gift första gången 1915 med Kätchen Maria Looft och andra gången 1931-38 med Astrid Cassel. 
Donnér arbetade i sin ungdom som sjöman och blev under en resa anställd vid ett skeppsmäklarkontor i Liverpool. Senare studerade han konst för Carl Wilhelmson på Valands konstskola i Göteborg samt i Stockholm, Oslo och Köpenhamn. Han vistades i Paris 1920–1922 och 1924-1925 och passade då på att studera för André Lhote och Arogeau
. Han reste omkring i medelhavsländerna och Afrika 1927–1928 där han bland annat avbildade fartyget Gripsholm. Separat ställde han ut i Stockholm 1940 och han ställde därefter ut i ett flertal svenska städer. Han medverkade årligen från 1940 i Sveriges allmänna konstförenings utställningar.
Hans konst består av skildringar från skärgården, västkustlandskap och porträtt i olika tekniker. Som illustratör och tecknare var han medarbetare i Politiken och gav 1948 ut boken Gripsholms Medelhavsfärd 1928 innehållande 15 litografier och 60 karikatyrer. Donnér gjorde även filmaffischer. Vid sidan av sitt eget skapande var han verksam som journalist i Sverige, Norge och i Danmark där han var bosatt 1910-1920.
Donnér är representerad vid Statens historiska museum, Norrköpings konstmuseum, Kalmar läns museum, Västerås konstmuseum, Prins Eugens Waldemarsudde och på museum i Oslo.

### Fotnoter
1. ↑  ”Kalmar konstmuseum”. Arkiverad från originalet den 1 december 2017. https://web.archive.org/web/20171201232922/http://konstdatabas.designarkivet.se/index.php/Detail/Object/Show/object_id/181. Läst 1 december 2017.